# Ikuchi-jima
Ikuchi-jima (japanisch 生口島) ist eine Insel in der japanischen Seto-Inlandsee. Sie gehört zur Gruppe der Geiyo-Inseln und dem Verwaltungsgebiet der Stadt Onomichi in der Präfektur Hiroshima.

## Geographie

### Topographie
Ikuchi-jima hat eine Fläche von 31,21 km². Der höchste Berg der Insel ist der Kannonyama (観音山) mit einer Höhe von 472 m. Er befindet sich auf der Südwestseite der Insel. Im Osten liegt zudem der Kakiyama (牡蠣山) mit einer Höhe von 408 m. Zu den Gewässern auf der Insel zählt der Hayashinaka-Teich (林中池). Zu den Flüssen bzw. Bächen der Insel zählt der Taishō (大正川), der von der Ostseite des Kakiyama aus nach Norden in die Seto-Inlandsee mündet. Zuflüsse sind die Bäche Hachiya (鉢屋川) und Nishitaishō (西大正川). Weitere nach Norden fließende Bäche sind westlich davon der Mandokoro (万所川), der Okita (沖田川) und der Nakano (中野川). Nach Westen verläuft der Makigahara (槙ヶ原川) und nach Süden unter anderem der Gohonmatsu (五本松川), der Ōgami (大神川) und der Hatooka (波戸岡川).

### Demographie
Die Einwohnerzahl der Insel betrug 8.902 im Jahr 2015. Damit war sie um 2.195 (19,8 %) Einwohner rückläufig gegenüber 11.097 Einwohnern im Jahr 1995.
| Jahr          | 1995   | 1996   | 2000   | 2010  | 2015  |
| ------------- | ------ | ------ | ------ | ----- | ----- |
| Einwohnerzahl | 11.097 | 11.501 | 10.597 | 9.674 | 8.902 |

### Klima
Die Höchsttemperaturen werden im August mit durchschnittlich 31,9 °C erreicht, während die Niederschläge ihr Maximum mit 177,6 mm im Juli erreichen.
|                        | Jan  | Feb  | Mär  | Apr  | Mai   | Jun   | Jul   | Aug  | Sep   | Okt  | Nov  | Dez  |   |         |
| Mittl. Temperatur (°C) | 5,7  | 5,8  | 8,6  | 13,4 | 18,1  | 21,8  | 25,9  | 27,5 | 24,1  | 18,6 | 12,9 | 8,0  | ⌀ | 15,9    |
| Mittl. Tagesmax. (°C)  | 9,5  | 9,9  | 13,0 | 18,1 | 22,9  | 26,0  | 30,0  | 31,9 | 28,3  | 22,8 | 17,2 | 11,9 | ⌀ | 20,2    |
| Rekordmaximum (°C)     | 16,4 | 20,4 | 22,2 | 27,5 | 32,0  | 34,2  | 36,0  | 37,5 | 36,0  | 33,0 | 23,9 | 20,9 | ᐃ | 0       |
| Mittl. Tagesmin. (°C)  | 1,6  | 1,3  | 3,8  | 8,5  | 13,4  | 18,2  | 22,5  | 24,0 | 20,6  | 14,6 | 8,7  | 3,8  | ⌀ | 11,8    |
| Rekordminimum (°C)     | −4,7 | −6,3 | −4,0 | −1,2 | 3,4   | 9,8   | 15,6  | 17,4 | 11,4  | 4,7  | −0,6 | −3,0 | ᐁ | 0       |
|                        |      |      |      |      |       |       |       |      |       |      |      |      |   |         |
| Niederschlag (mm)      | 39,5 | 49,7 | 84,4 | 88,9 | 108,3 | 172,3 | 177,6 | 89,5 | 126,8 | 95,9 | 59,2 | 46,2 | Σ | 1.138,3 |
|                        |      |      |      |      |       |       |       |      |       |      |      |      |   |         |
| Sonnenstunden (h/d)    | 4,58 | 4,92 | 5,71 | 6,40 | 6,66  | 4,99  | 6,13  | 7,12 | 5,46  | 5,48 | 4,87 | 4,54 | ⌀ | 5,6     |

| 1,6 |

| 1,3 |

| 3,8 |

| 8,5 |

| 13,4 |

| 18,2 |

| 22,5 |

| 24,0 |

| 20,6 |

| 14,6 |

| 8,7 |

| 3,8 |

| 1,6 |

| 1,3 |

| 3,8 |

| 8,5 |

| 13,4 |

| 18,2 |

| 22,5 |

| 24,0 |

| 20,6 |

| 14,6 |

| 8,7 |

| 3,8 |

## Kultur

### Museen
Im Norden der Insel befindet sich das Hirayama Ikuo Museum of Art (平山郁夫美術館). Das Gebäude wurde von Takashi Imazato (今里隆) entworfen, einem Architekten, der für die Sumō-Halle Ryōgoku Kokugikan bekannt ist. Ein weiteres Museum ist das in der Nähe gelegene Kōsanji-Museum.

### Parks
Der Citrus Park Setoda (シトラスパーク瀬戸田) befindet sich im Südwesten der Insel. In dem März 1998 eröffneten Themenpark wurden zahlreiche Zitronenbäume gepflanzt.

### Religiöse Stätten
Der Kōsan-ji (耕三寺) ist ein Tempel der Jōdo-Shinshū-Richtung des Buddhismus. Er befindet sich zusammen mit dem zugehörigen Museum im Norden der Insel. Der Tempel wurde von dem ehemaligen Unternehmer Kanemoto Fukumatsu erbaut, der 1935 seine Geschäfte aufgab, um Priester unter dem Namen Kōsan zu werden.
Ein weiterer buddhistischer Tempel ist der Kichijō-ji (吉祥寺). Dieser gehört der Sōtō-Schule an. Bodhisattva des Tempels ist Kshitigarbha.
Der Kōjō-ji (向上寺) wurde in der frühen Muromachi-Zeit erbaut. Teil des Tempels ist eine dreistöckige Pagode aus dem Jahr 1432.
Ein Shintō-Schrein auf Ikuchi-jima ist der Myoga-Schrein (名荷神社).

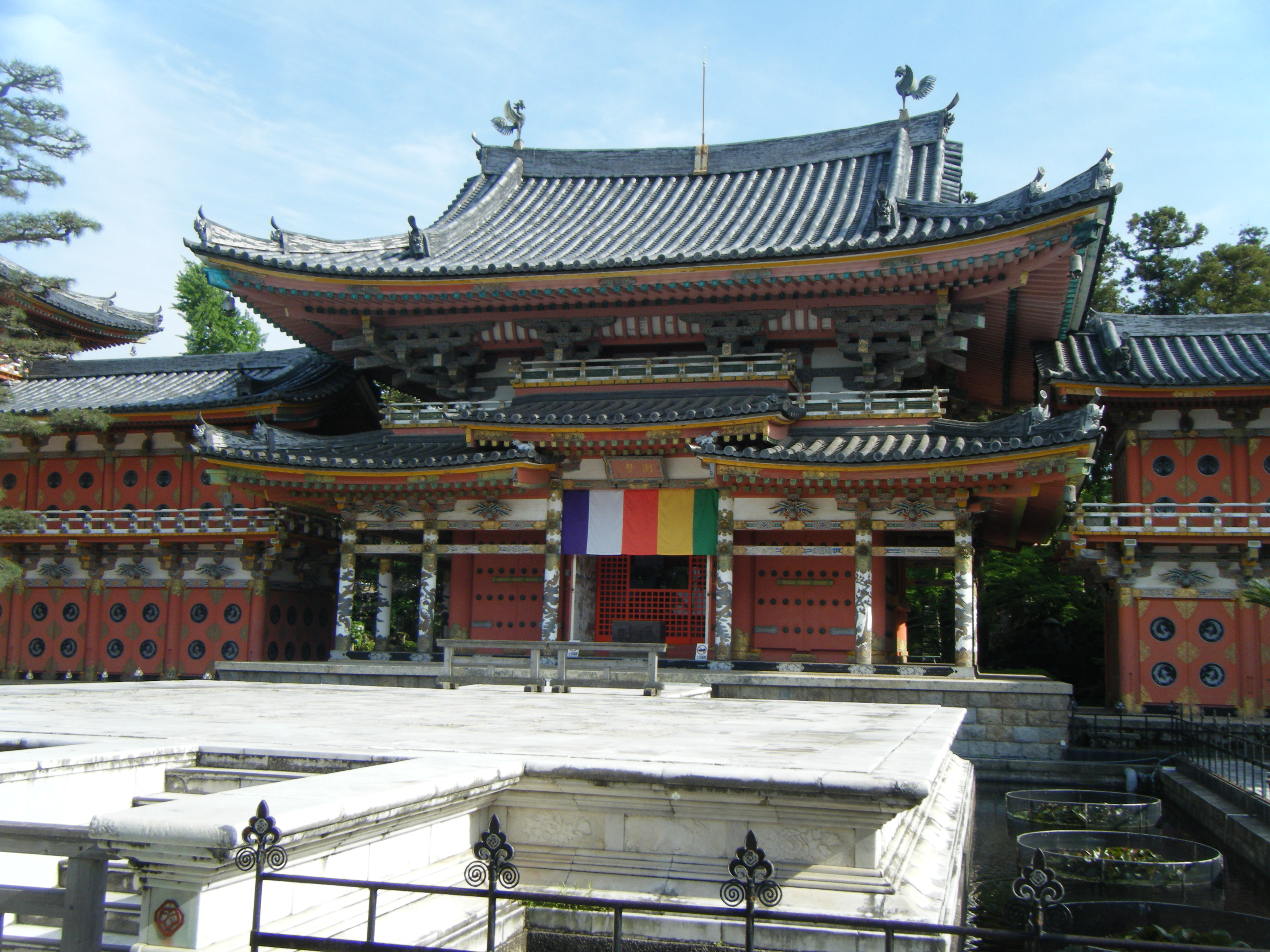
Haupthalle des Kōsan-ji
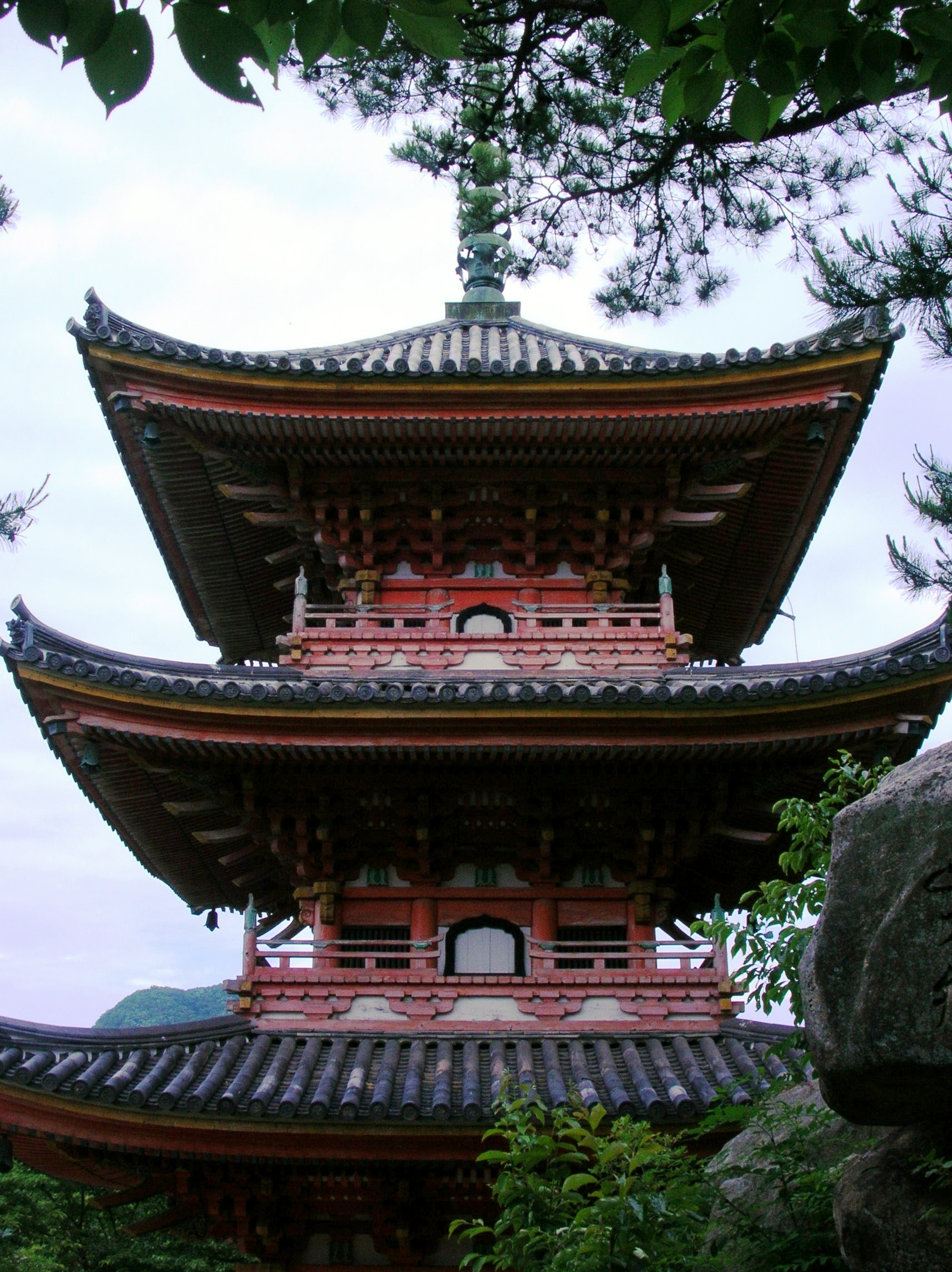
Pagode des Kōjō-ji

## Verkehr

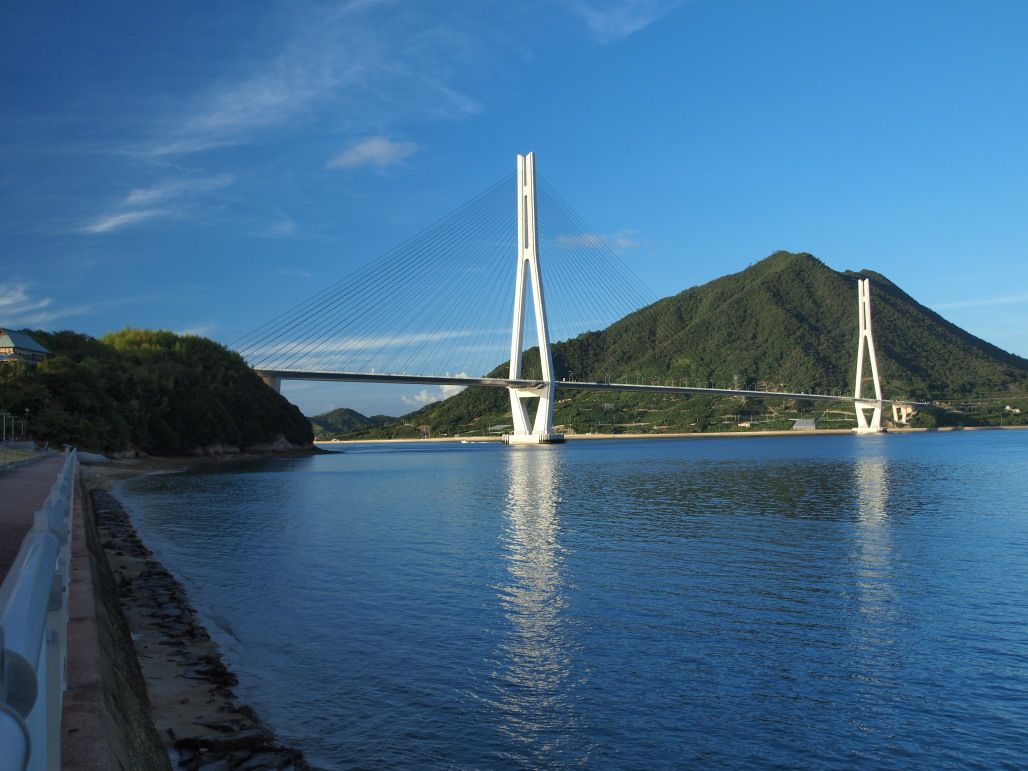
Blick auf die Tatara-Brücke und den Kannonyama von Ōmishima aus

Ikuchi-jima ist jeweils über eine Brücke mit den drei Nachbarinseln Ōmishima im Westen, Innoshima im Nordosten und Kōneshima im Nordwesten verbunden. Die 1480 m lange Tatara-Brücke führt über die Tatara-Meerenge nach Ōmishima. Die 1999 fertiggestellte Schrägseilbrücke ist Teil der Shimanami-Autobahn. Diese führt weiter die Südseite der Insel entlang bis nach Nordosten. Dort verbindet die Ikuchi-Brücke die Insel mit Innoshima.
Im Norden von Ikuchi-jima führt die Kōneshima-Brücke nach Kōneshima. Diese ist über die auf Ikuchi-jima von Norden nach Süden verlaufende Präfekturstraße 372 mit der Shimanami-Autobahn verbunden.